# خوسه ولاسکس (بازیکن فوتبال، زاده ۱۹۵۲)
خوسه ولاسکِس (اسپانیایی: José Velásquez‎؛ زادهٔ ۴ ژوئن ۱۹۵۲) بازیکن فوتبال اهل پرو بود.
از باشگاه‌هایی که در آن بازی کرده‌است می‌توان به باشگاه فوتبال آلیانزا لیما و باشگاه فوتبال هرکولس اشاره کرد.
وی همچنین در تیم ملی فوتبال پرو بازی کرده‌است.